# Strigiphilus cursor
Strigiphilus cursor är en insektsart som först beskrevs av Hermann Burmeister 1838.  Strigiphilus cursor ingår i släktet ugglelöss, och familjen fjäderlöss. Arten är reproducerande i Sverige.